# بابیس متا
بابیس متا (روسی: Донгузорун, Донгузорун-Чегет-Карабаши́) یک کوه در کاباردینو-بالکاریای کشور روسیه و مرز با کشور گرجستان است.